# Панама на літніх Олімпійських іграх 2020
Панаму на літніх Олімпійських іграх 2020 представляли десять спортсменів у п'яти видах спорту.

## Спортсмени
| Вид спорту     | Чоловіки | Жінки | Загалом |
| -------------- | -------- | ----- | ------- |
| Легка атлетика | 2        | 2     | 4       |
| Бокс           | 0        | 1     | 1       |
| Велоспорт      | 1        | 0     | 1       |
| Дзюдо          | 0        | 2     | 2       |
| Плавання       | 1        | 1     | 2       |
| Загалом        | 4        | 6     | 10      |